# 光谷广场站
光谷广场站位于中华人民共和国湖北省武汉市洪山区武汉东湖高新技术开发区，是武汉地铁2号线与11号线的地铁换乘站，曾經是2号线的南端终点站，於2012年12月28日啟用。该站曾計劃冠名為“光谷步行街·光谷广场站”，後因冠名計劃遭网民反对而取消。

## 车站结构
车站位于虎泉街与鲁巷的光谷广场交汇处，顺虎泉街布置。于2008年6月完成招标。车站为地下二层岛式车站：地下一层为站厅层，地下二层为站台层。站前设单渡线。
光谷广场站属于装修特色站，装修方案是“未来城市”。方案以闪烁的灯柱营造出独特的光影效果，意在让乘客畅想未来科技之城的美好景象。
该站在2号线开始运营后的数月内皆为全线客流最大车站（其中C出入口为客流最大的出入口），远超预测客流，被发现设计存在缺陷，需经常限流。为缓解C出口客流量大的压力，光谷广场站在该出口外启用了站外地面售票厅。

### 楼层分布
| 地面     | 地面               | 出入口                                                      |  |  |
| 地下一层 | 站厅               | 售票机、客服中心、武漢通充值、洗手間 可通往鲁巷广场购物中心 |  |  |
| 地下二层 |                    | █ 2号线 往天河机场（杨家湾）                                |  |  |
|          | 岛式站台，左侧开门 |                                                             |  |  |
|          |                    | █ 2号线 往佛祖岭（珞雄路）                                  |  |  |

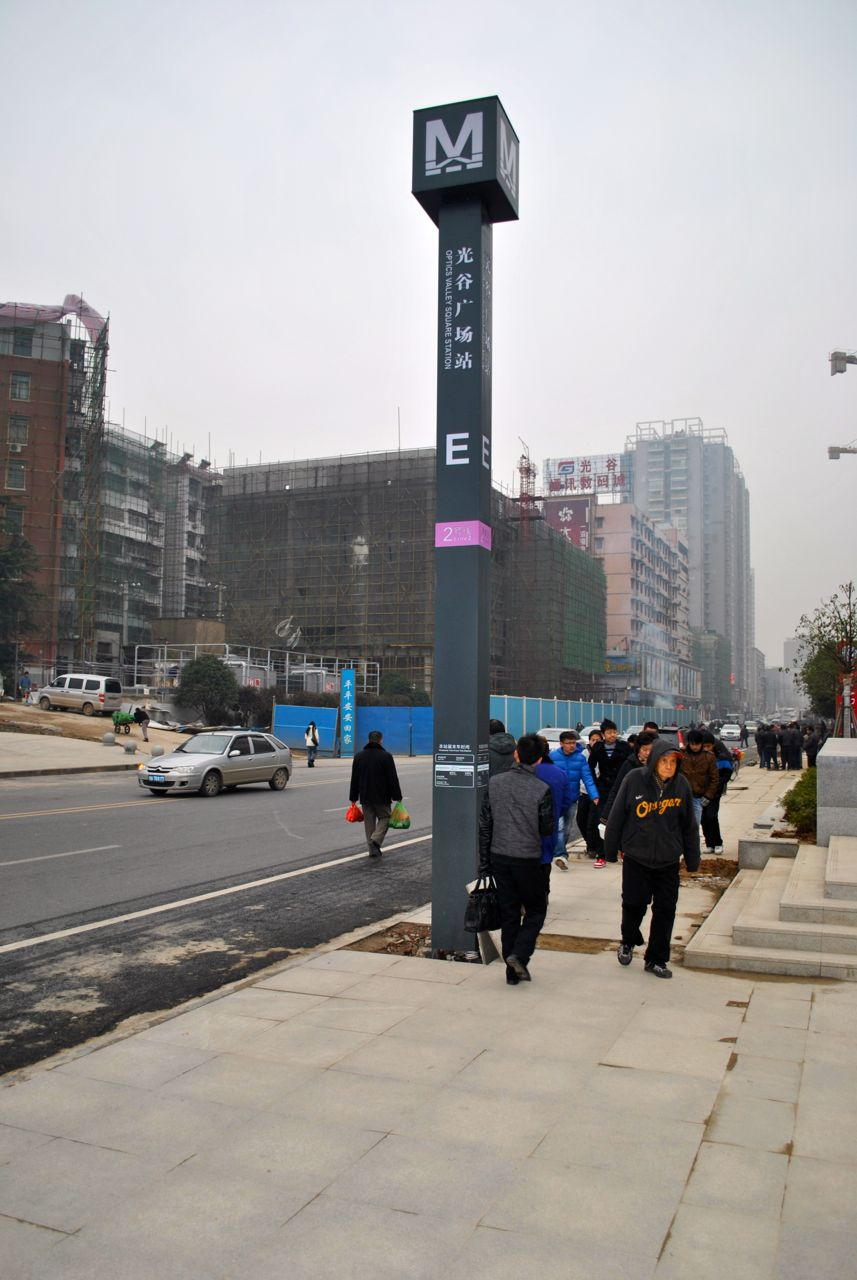
标志牌
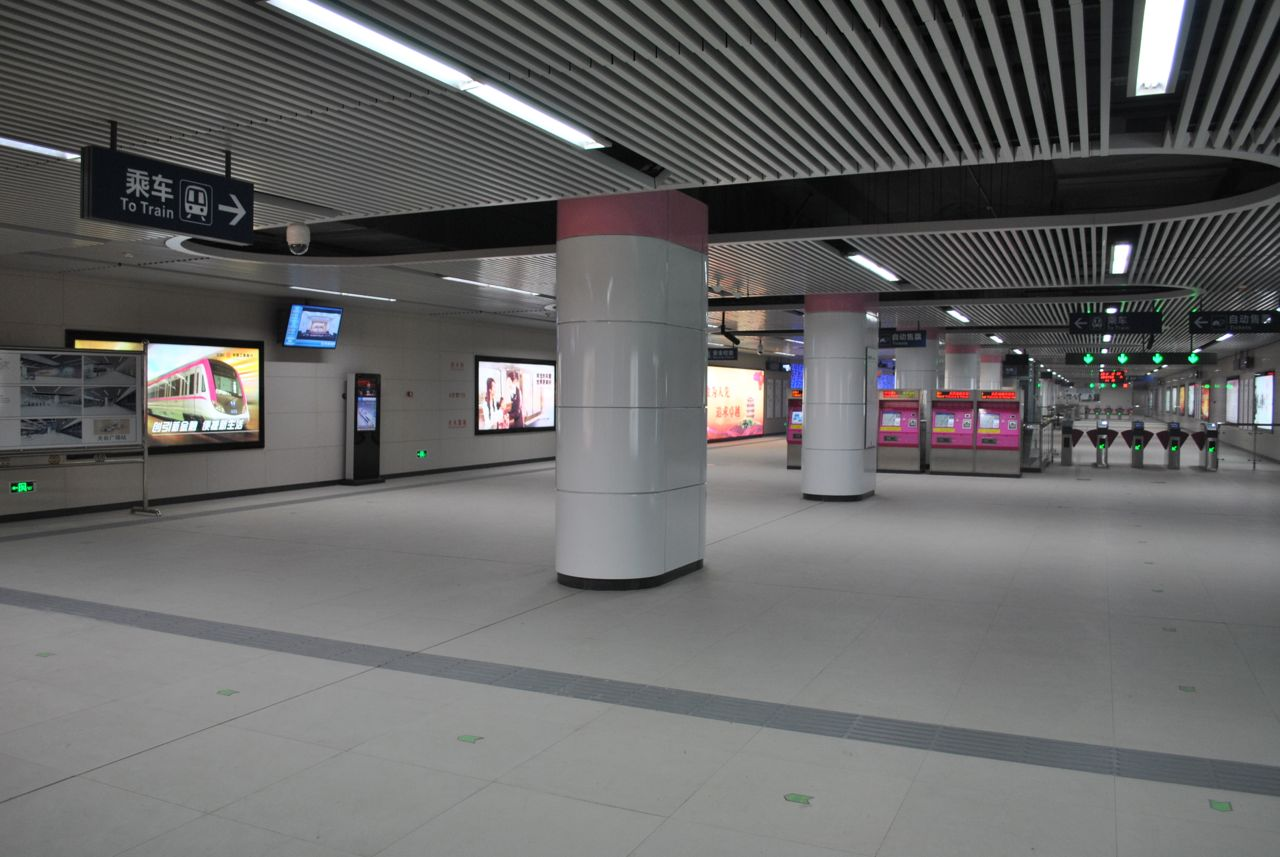
站厅
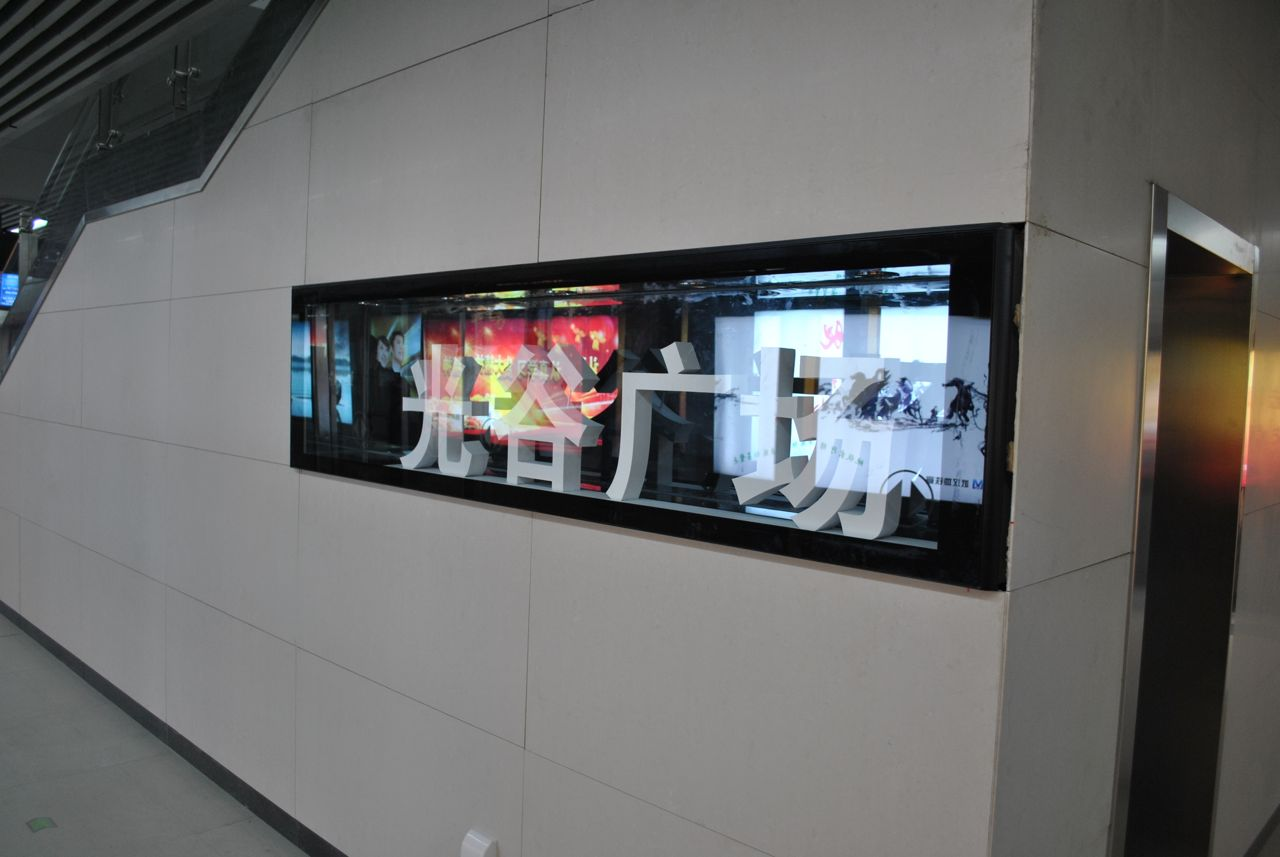
立體字
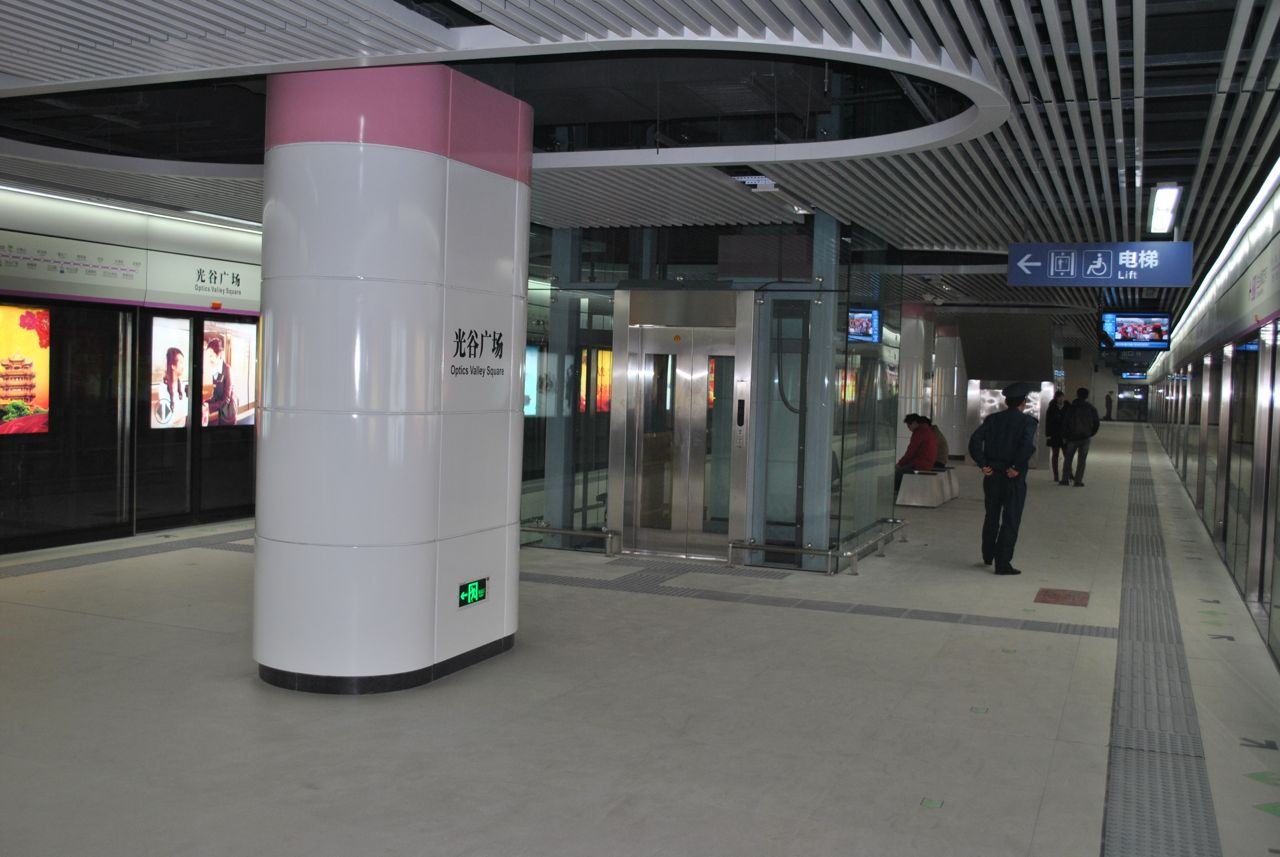
站台
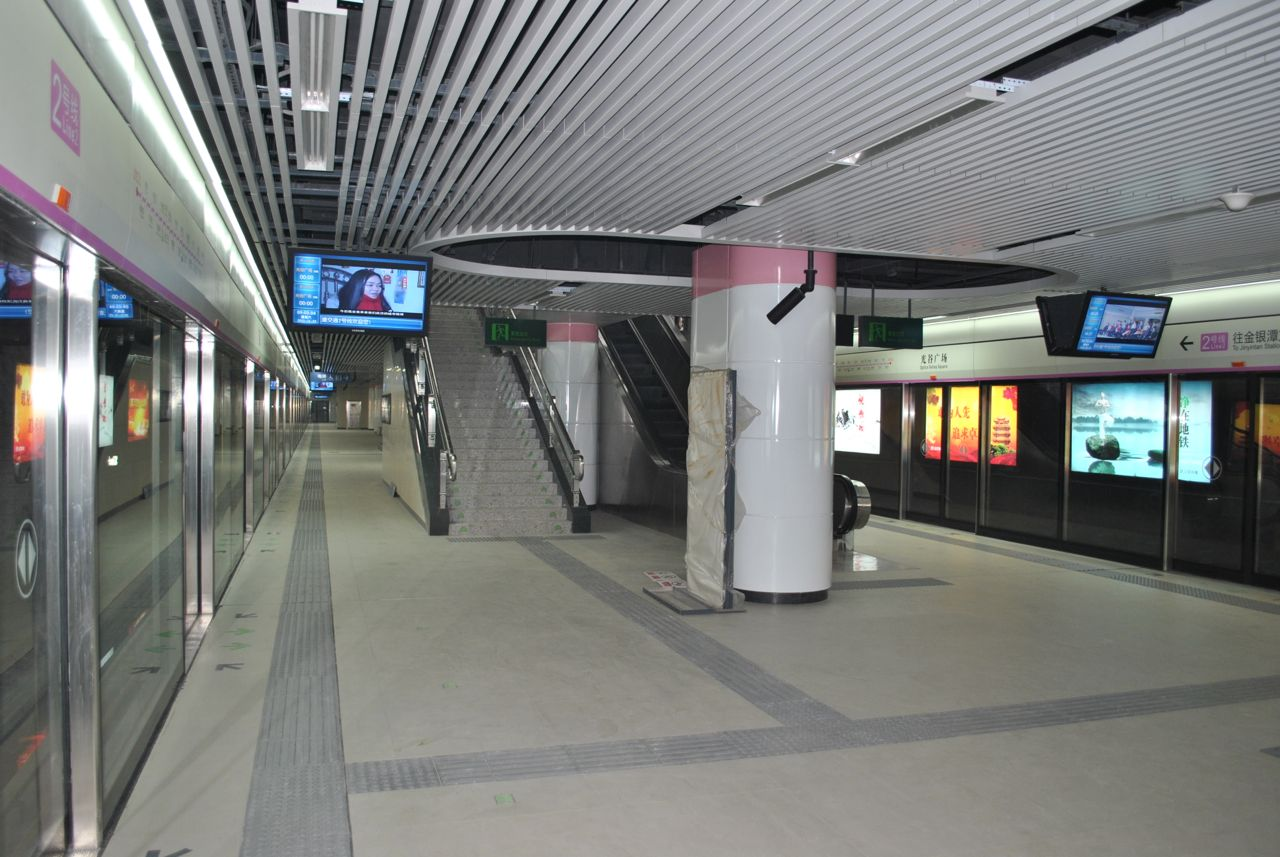
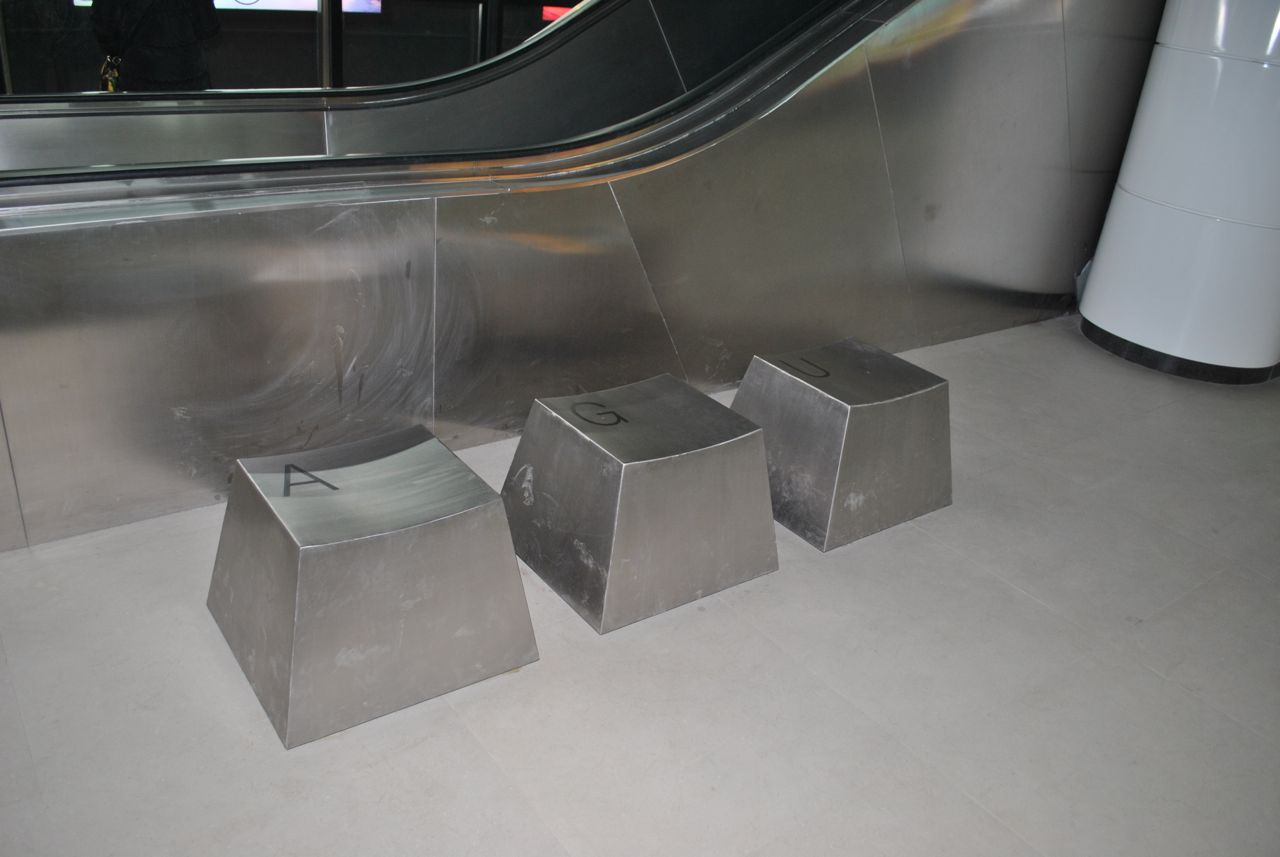
特色凳：键盘按钮
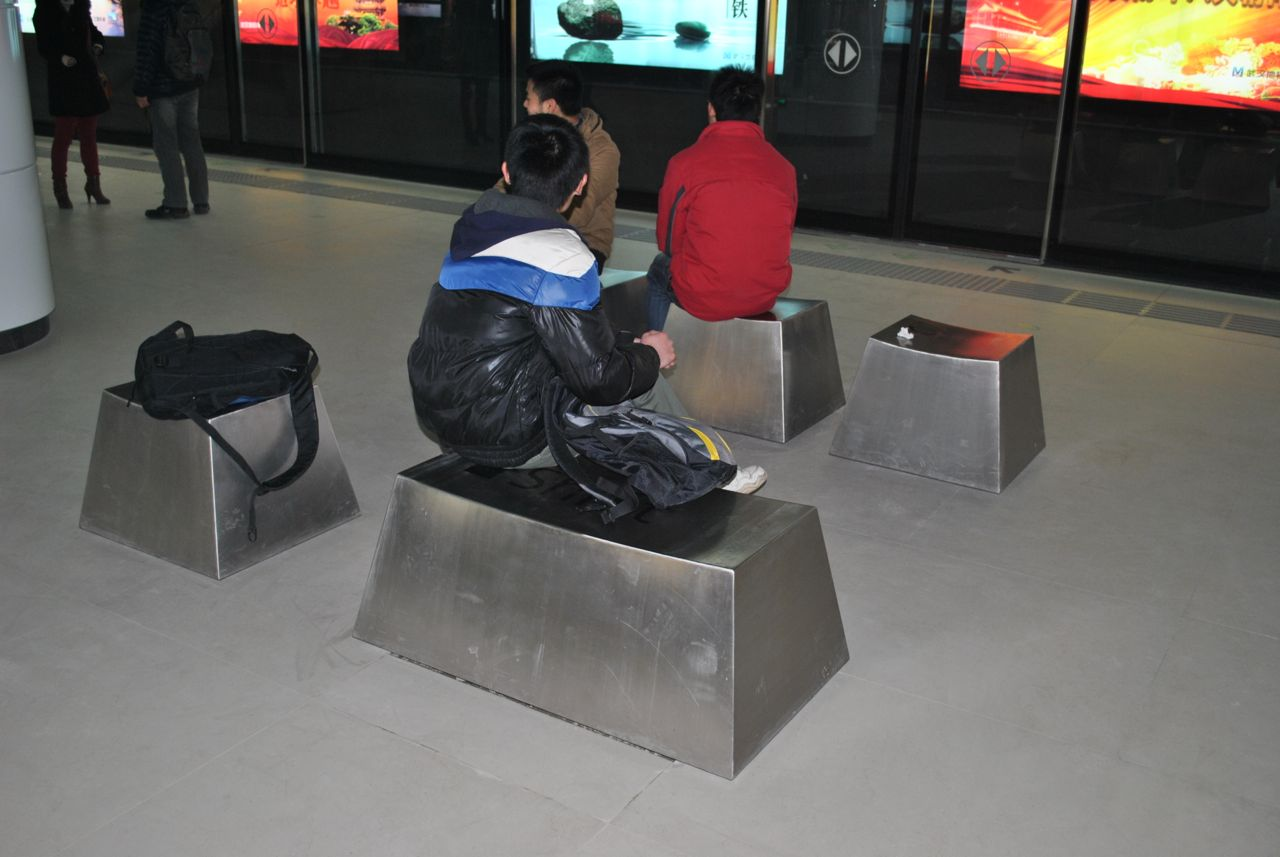

### 車站出口
|                                                 |      |      |  |
|                                                 |      |      |  |
|                                                 |      |      |  |
| 出口編號                                        | 設施 | 照片 |  |
| B                                               |      |      |  |
| C                                               |      |      |  |
| E                                               |      |      |  |
| F                                               |      |      |  |
| G                                               |      |      |  |
| H                                               |      |      |  |
| J                                               |      |      |  |
| K                                               |      |      |  |
| L                                               |      |      |  |
| N                                               |      |      |  |
| Q                                               |      |      |  |
| R                                               |      |      |  |
| S                                               |      |      |  |
| T                                               |      |      |  |
| U                                               |      |      |  |
| 注： 設有升降機 \| 設有輪椅升降台 \| 設有洗手間 |      |      |  |

## 站内设施
- 自助图书馆
- 中国联通自助缴费机
- 中国工商银行ATM
- 地铁报
- 警务室

## 换乘交通
虎泉街光谷广场站（B、F出入口）：572、625、903
民族大道光谷广场站（C出入口）：810、913、739、728、25、581、788、738、902、733、915、909、572、758、732、757、583
珞喻路鲁巷站（E出入口）：913、593、518、810、401、521、613、728、709、591、510、72、702、703、59、583
珞喻路光谷广场站（C出入口）：18、536、518、912、521、613、591、25、510、702、703

## 邻近建筑
- 鲁巷广场购物中心
- 光谷国际广场
- 华美达光谷大酒店
- 光谷步行街
- 光谷资本大厦
- 光谷书城
- 大洋百货
- 世界城广场

## 运营信息
- 2号线首末班车时间
- 11号线首末班车时间

### 内部链接
- 武汉地铁车站列表